# Sông Kẻ Cách
Sông Kẻ Cách là một con sông đổ ra Sông Kỳ Lộ. Sông có chiều dài 22 km và diện tích lưu vực là 87 km². Sông Kẻ Cách chảy qua các tỉnh Bình Định, Phú Yên.